# Czerwony karzeł

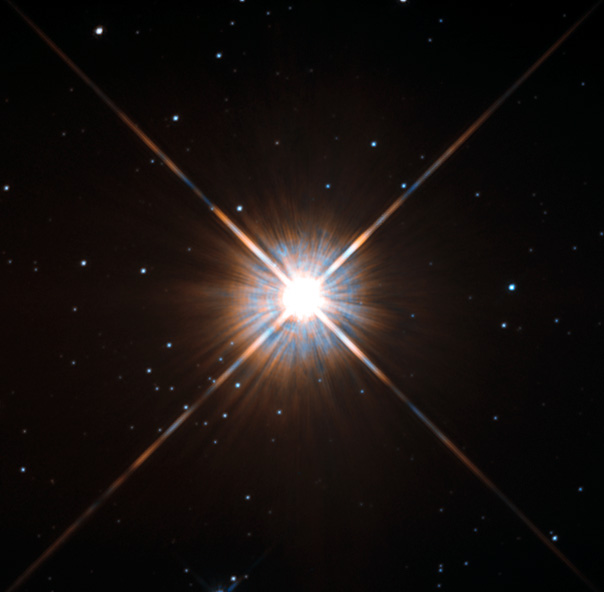
Proxima Centauri, najbliższy czerwony karzeł, sfotografowany przez Kosmiczny Teleskop Hubble’a

Czerwony karzeł – gwiazda ciągu głównego późnego typu widmowego (K, M, rzadko L). Gwiazdy te mają masę, rozmiary i jasność mniejsze niż Słońce, a temperatury ich powierzchni są niższe niż 4000 K. Czerwone karły stanowią najliczniejszy typ gwiazd we Wszechświecie, jednak z powodu małej jasności żadna z tych gwiazd nie jest widoczna gołym okiem na ziemskim niebie. W Drodze Mlecznej około 80% gwiazd jest czerwonymi karłami, w galaktykach eliptycznych ich liczba w stosunku do jaśniejszych gwiazd jest nawet 20 razy większa. Z powodu wolnego tempa syntezy wodoru w hel świecą one długo i ewoluują powoli; szacowany czas życia czerwonych karłów sięga 10 bilionów (1013) lat.

## Klasyfikacja

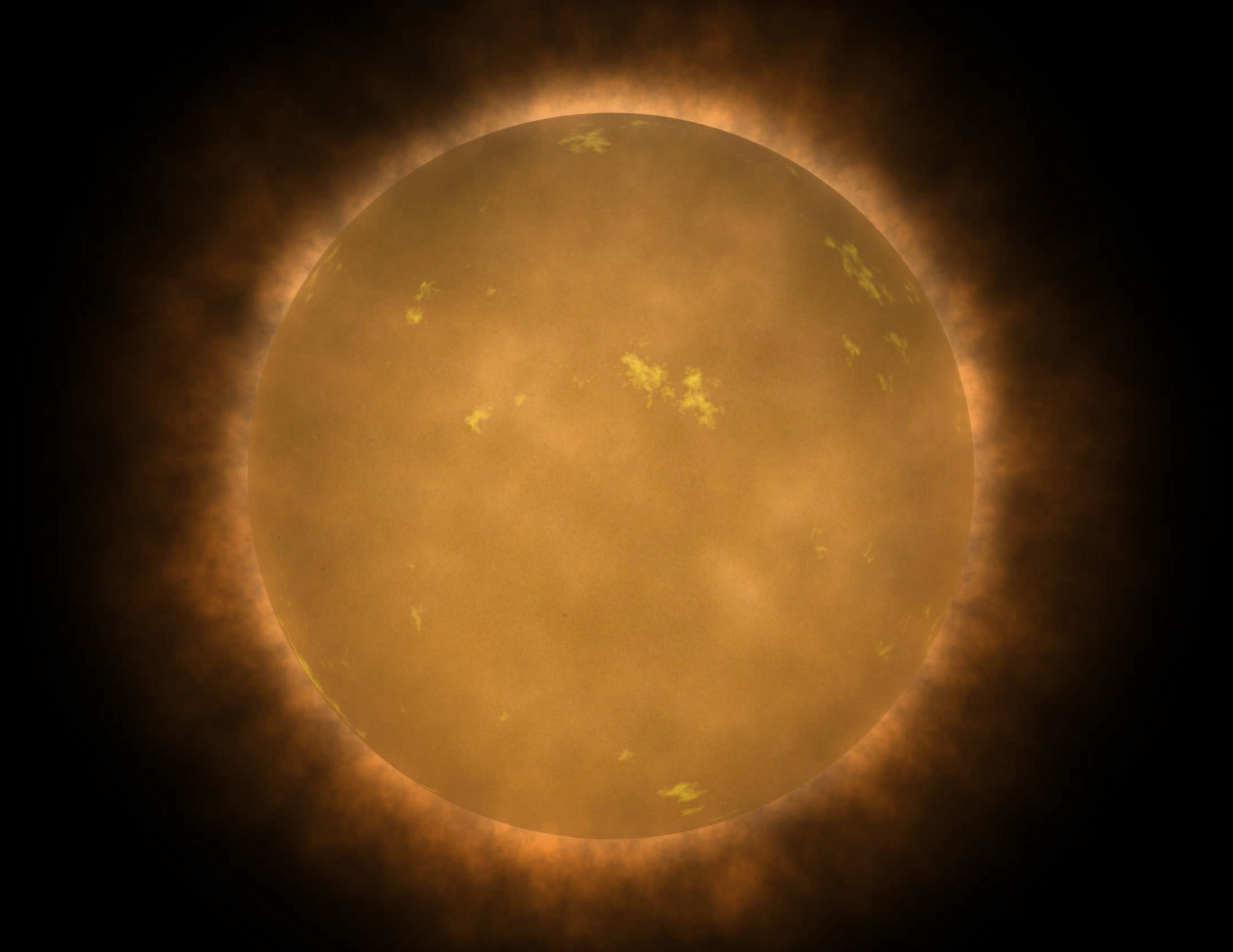
Wizja artystyczna czerwonego karła typu widmowego M4, o temperaturze 3200 K

Zdecydowana większość czerwonych karłów należy do typu widmowego M, ale zalicza się do nich także wiele gwiazd późnych podtypów typu widmowego K oraz rzadko występujące, najsłabsze gwiazdy typu L. Maksimum intensywności emitowanego światła przypada w zakresie światła czerwonego lub nawet bliskiej podczerwieni. W widmie czerwonych karłów charakterystyczne są linie spektralne tlenków metali, zwłaszcza tlenku tytanu (TiO), widoczne już dla typu K7, dominujące dla typu M oraz tlenku wanadu (VO), stanowiące podstawę podziału późniejszych typów. W widmie występują także linie wodorków metali, w tym CaH, MgH i FeH.

## Charakterystyka obserwacyjna
Masy czerwonych karłów zawierają się w przybliżonych granicach od 0,08 do około 0,6 M☉. Jasność tych gwiazd zawiera się między 0,0001 a 0,1 jasności Słońca. Ich promienie są mniejsze niż promień Słońca, a większe niż promień Jowisza wynoszący 0,10045 promienia Słońca (lub porównywalne: najmniejsza znana gwiazda EBLM J0555-57 Ab ma promień 0,084 R☉, a czerwony karzeł Gliese 205: 0,702 R☉).

### Aktywność

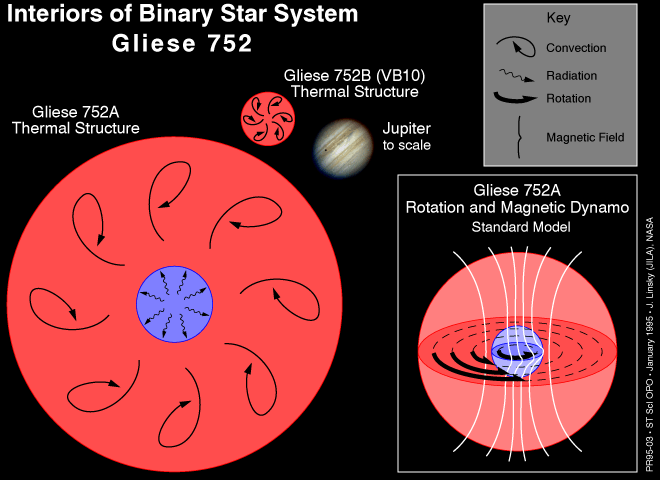
Budowa wewnętrzna czerwonych karłów o różnych rozmiarach: Gliese 752 A i B. Wstawka ilustruje mechanizm dynama wewnątrz większego z karłów.

Gwiazdy tego rodzaju cechują się dużą aktywnością. Rozbłyski czerwonych karłów (w czasie których gwiazda zwiększa wielokrotnie swoją jasność) obserwuje się częściej niż rozbłyski np. Słońca. Odsetek aktywnych gwiazd rośnie monotonicznie od podtypu M0 do M8, dla którego osiąga 70%, po czym znacznie opada dla najpóźniejszych typów M9 i L. Nie obserwuje się cyklicznych zmian aktywności, jak dla Słońca, co wiąże się zapewne innym charakterem dynama magnetohydrodynamicznego w tych gwiazdach. W gwiazdach typu Słońca, pomarańczowych karłach i czerwonych karłach wczesnych typów (M0–M3) dużą rolę gra konwekcja w sferycznej warstwie plazmy, generująca pole magnetyczne o dominującej składowej dipolowej. Dla późniejszych podtypów cały czerwony karzeł staje się konwektywny i dominację zyskuje dynamo turbulentne, w związku z czym nie obserwuje się cykliczności. Plamy obserwuje się stosunkowo rzadko i występują one w różnych obszarach powierzchni gwiazdy, inaczej niż na Słońcu. Powolne, ale wydajne „spalanie” wodoru powoduje, że czerwone karły mogą świecić przez biliony lat i gdy wygasną wszystkie jaśniejsze gwiazdy, pozostaną one ostatnimi gwiazdami świecącymi w Kosmosie.

### Występowanie
Czerwone karły występują przeważnie samotnie, zaledwie 25% czerwonych karłów występuje w układach podwójnych lub wielokrotnych. Gwiazdy o małej masie rzadko towarzyszą masywniejszym gwiazdom podobnym do Słońca, choć nieco częściej niż brązowe karły.
Najbliższa Słońcu gwiazda, Proxima Centauri jest czerwonym karłem, podobnie jak 3/4 najbliższych gwiazd. Należą do nich także m.in. Gwiazda Barnarda, trzecia gwiazda najbliższa Słońcu i Lacaille 8760, najjaśniejszy czerwony karzeł widoczny na ziemskim niebie (obserwowana wielkość gwiazdowa 6,67m, niewidoczny gołym okiem). Proxima Centauri, Gwiazda Barnarda i inne bliskie czerwone karły, w tym: Ross 128, Gwiazda Luytena, Gwiazda Teegardena i GJ 1061 są okrążane przez planety.

## Ewolucja
W czasie życia czerwone karły przetwarzają znajdujący się w nich wodór na hel w procesie syntezy jądrowej, w cyklu protonowym. W odróżnieniu od większych gwiazd, które wypalają tylko wodór zawarty w ich jądrze, czerwone karły o małej masie „spalają” cały składający się na nie wodór. Ocenia się, że w przypadku karła o masie mniejszej niż 0,4 M☉ strefa konwektywna obejmuje całe wnętrze gwiazdy, bez wydzielonego jądra. Dzięki prądom konwekcyjnym materia gwiazdy podlega mieszaniu, hel jest usuwany z najgorętszego obszaru centralnego, a wodór jest tam dostarczany, przez co czerwone karły zużywają „paliwo” wydajniej i mogą świecić znacznie dłużej niż większe gwiazdy. Powolna ewolucja jest przyczyną tego, że jeszcze żaden czerwony karzeł od czasu Wielkiego Wybuchu nie zdążył opuścić ciągu głównego na diagramie Hertzsprunga-Russella.
Gwiazdy takie nie przekształcają się w czerwone olbrzymy, nigdy nie osiągając temperatury jądra potrzebnej do syntezy helu w węgiel. Całkowicie konwektywny czerwony karzeł o małej masie (~0,10 M☉) wypali praktycznie cały zapas wodoru, stając się helowym białym karłem. Czerwony karzeł o masie ~0,15 M☉ osiągnie na kilka miliardów lat bardzo wysoką temperaturę i jasność ~0,1-0,3 L☉, przekształcając się w (hipotetycznego) błękitnego karła, zanim stanie się białym karłem. Ostatecznie biały karzeł, pozbawiony wewnętrznego źródła energii (oprócz krystalizacji materii) ostygnie stając się czarnym karłem.
Czerwone karły o masach ~0,2–0,25 M☉ podążą według modeli jeszcze inną ścieżką ewolucyjną. Dzięki intensywniejszemu spalaniu wodoru w powłoce wokół jądra, jego temperatura nie przestanie wzrastać po pojawieniu się degeneracji materii. Dodatkowa energia pozwoli tym gwiazdom zwiększyć promień do ponad 1 R☉ i stać się olbrzymami (przypuszczalnie żółtymi). Wszechświat jest jeszcze zbyt młody, aby takie gwiazdy mogły zostać zaobserwowane.

## Układy planetarne

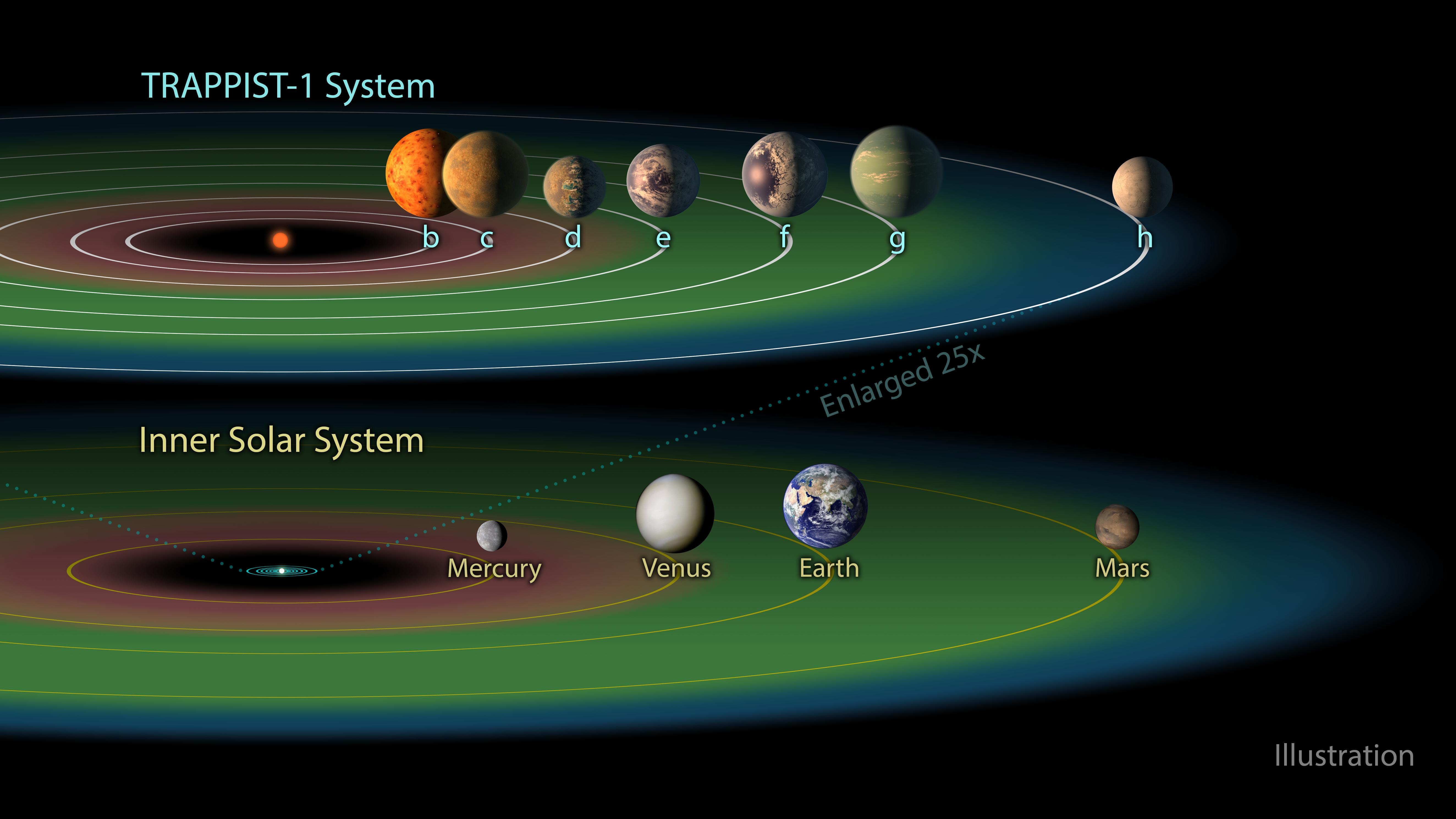
Porównanie układów: czerwonego karła TRAPPIST-1 i Słonecznego z zaznaczoną ekosferą – „strefą życia”; wszystkie planety pierwszego układu krążą bliżej gwiazdy niż Merkury.

Ponieważ czerwone karły są najczęściej występującym typem gwiazd w naszej Galaktyce, wokół niektórych mogą krążyć planety podobne do Ziemi, na których występuje woda w stanie ciekłym i inne warunki sprzyjające rozwojowi życia. Analizy z 2019 roku sugerują, że na każdego czerwonego karła przypada średnio 2,39 planety. W 2013 roku oceniano, że co najmniej 48% karłów typu M posiada układ planetarny z planetą o rozmiarach Ziemi w ekosferze. Znane są układy, w których więcej niż jedna planeta krąży w ekosferze gwiazdy.
Poniższa tabela wymienia zidentyfikowane planety w ekosferach czerwonych karłów o najwyższym indeksie ESI, opisującym podobieństwo do Ziemi, które z najwyższym prawdopodobieństwem są planetami skalistymi, mogącymi utrzymać ciekłą wodę na powierzchni:
| Lp. | Gwiazda                  | Planeta | Odległość (ly) | ESI  |
| --- | ------------------------ | ------- | -------------- | ---- |
| 1   | Gwiazda Teegardena       | b       | 12             | 0,95 |
| 2   | TOI-700                  | d       | 101            | 0,93 |
| 3   | K2-72                    | e       | 217            | 0,90 |
| 4   | TRAPPIST-1               | d       | 41             | 0,90 |
| 5   | Kepler-1649              | c       | 301            | 0,90 |
| 6   | Proxima Centauri         | b       | 4,2            | 0,87 |
| 7   | GJ 1061                  | d       | 12             | 0,86 |
| 8   | GJ 1061                  | c       | 12             | 0,86 |
| 9   | Ross 128                 | b       | 11             | 0,86 |
| 10  | Gwiazda Luytena (GJ 273) | b       | 12             | 0,85 |
| 11  | TRAPPIST-1               | e       | 41             | 0,85 |
| 12  | Wolf 1061                | c       | 14             | 0,80 |
| 13  | Gliese 667 C             | c       | 24             | 0,80 |

Do czerwonych karłów mających egzoplanety w ekosferze zalicza się też K2-18, mająca prawdopodobnie skalistą superziemię (choć z nieco mniejszym prawdopodobieństwem, niż planety wymienione w tabeli powyżej) oznaczaną symbolem K2-18b. W atmosferze tej egzoplanety wykryto cząsteczki wody, co czyni ją pierwszą, dla której udało się ten fakt potwierdzić. Indeks ESI dla K2-18b wynosi 0,71.
Dla porównania dla Marsa, najbardziej podobnego do Ziemi w Układzie Słonecznym, indeks ten ma wartość 0,697.

### Możliwości powstania życia
Istnieją wątpliwości co do prawdopodobieństwa wystąpienia życia na planecie obiegającej czerwonego karła. Pierwszą przeszkodą może być duża aktywność tych gwiazd, która stanowi zagrożenie dla życia na powierzchni planety. Drugim problemem jest to, iż czerwone karły świecą tak słabo, że planeta, aby utrzymać temperaturę pozwalającą na istnienie wody w stanie ciekłym na powierzchni, musi krążyć bardzo blisko gwiazdy. To w wielu przypadkach prowadzi do zsynchronizowania okresu obrotu planety z okresem obiegu dookoła gwiazdy (podobnie jak ma to miejsce w przypadku Księżyca względem Ziemi). W tym przypadku planeta miałaby jedną, bardzo gorącą półkulę zwróconą do gwiazdy, a drugą, bardzo zimną półkulę po przeciwnej, nieoświetlonej stronie. Warunki sprzyjające życiu byłyby zapewne ograniczone do wąskiego pasa przy krawędzi strony oświetlonej.
Czerwone karły żyją jednak bardzo długo, ich aktywność słabnie z wiekiem, a jasność powoli rośnie. W przyszłości odległej o biliony lat czerwone karły i gwiazdy powstałe w wyniku ich ewolucji pozostaną jedynymi obiektami świecącymi w kosmosie. Długo, stabilnie świecące karły, które opuściły już ciąg główny, mogą pozwolić rozwinąć się życiu na planetach, które w poprzednich miliardach lat były na to za zimne.